# Claude Akins
Claude Akins, född 25 maj 1926 i Nelson i Pickens County, Georgia, död 27 januari 1994 i Altadena nära Los Angeles, Kalifornien, var en amerikansk skådespelare.
Han var försäljare till yrket när han började uppträda på landsortsteatrar och off-Broadway. Filmdebut 1953 i Härifrån till evigheten.
Han hade sedan roller som tuffing i en rad filmer, ofta vilda västerns. En av hans bästa roller var som mördaren Joe Burdette i Rio Bravo (1959). 
Akins hade också stor framgång som den vänlige lastbilschauffören i TV-serien Movin' On (1974-1975), som även var mycket populär i Sverige.

## Filmografi i urval

### Filmer
- 1953 – Härifrån till evigheten
- 1954 – Myteriet på Caine
- 1958 – Kedjan
- 1959 – Rio Bravo
- 1960 – Vad vinden sår
- 1962 – Så vanns vilda västern
- 1966 – Sju kommer tillbaka
- 1973 – Slaget om apornas planet
- 1974 – The Death Squad
- 1994 – Twister Fear

### TV-serier
- 1974 - Movin' On (1974-1975)
- 1979 - B.J. and the Bear (1979)